# Nemophas subcylindricus
Nemophas subcylindricus es una especie de escarabajo longicornio del género Nemophas, subfamilia Lamiinae. Fue descrita científicamente por Aurivillius en 1927.
Se distribuye por China y Filipinas. Posee una longitud corporal de 24-40 milímetros.